# Langenbacher Forst

Lage des Langenbacher Forst

Der Langenbacher Forst ist ein 12,710 km² großes gemeindefreies Gebiet und eine Gemarkung westlich von Bad Steben im oberfränkischen Landkreis Kronach. 

## Gemarkung
Die Gemarkung ist in der Fläche deckungsgleich mit dem gemeindefreien Gebiet. Sie ist in 108 Flurstücke aufgeteilt, die eine durchschnittliche Fläche von 117688,30 m² haben.

## Geotope
- ehemalige Dachschiefergrube Dürrenwaiderhammer (Geotop-Nummer 476A026)[3]